# 李夏林
李夏林（韩语： I Harim，1997年6月27日—），韩国男子柔道运动员，2018年亚洲运动会男子60公斤级铜牌得主、2023年世界柔道锦标赛男子60公斤级铜牌得主、2022年亚洲运动会男子60公斤级银牌得主。